# Émile Lahoud
Pour les articles homonymes, voir Lahoud.
Émile Lahoud (en arabe : اميل لحود, Baabdat) né le 12 janvier 1936, est un militaire puis homme d'État libanais, a été chef d’État-Major des Armées (1989-1998) puis président de la République (1998 à 2007)

## Biographie
Émile Lahoud est né à Baabdat le 12 janvier 1936. Chrétien maronite. Il est le fils d’un des chefs du mouvement pour l'indépendance du Liban, le général Jamil Lahoud. Sa famille maternelle est arménienne.

### Engagement militaire au service de la Nation
Diplômé du Britannia Royal Naval College, une école militaire britannique, et du Naval War College américain, il s’engage dans l’armée libanaise en 1959, en a gravi les échelons jusqu’au grade de Général, puis devint Chef d’État-Major des Armées, de 1989 à 1998.

### Président de la République
Il fut président de la République du 24 novembre 1998 au 24 novembre 2007.
À l'issue de son mandat de six ans, en 2004, aucun consensus ne se dégageant pour lui trouver de successeur, la majorité de l'époque envisagea d'adopter une loi organique prolongeant son mandat de trois ans, comme cela avait été fait pour son prédécesseur Elias Hraoui. Les États-Unis y voyant l'assurance du maintien de la présence syrienne au Liban s'y opposèrent, menaçant d'intervenir militairement au nom du Syria Accountability and Lebanese Sovereignty Restauration Act. Agissant en médiateur, la France fit adopter la résolution 1559 laquelle, entre autres, « se déclare favorable à ce que les élections présidentielles (…) se déroulent (…) en dehors de toute interférence ou influence étrangère ». Le Parlement passa outre cette injonction et adopta la loi organique par 96 voix « pour » (incluant Rafiq Hariri et son groupe, contraint par les syriens) et 29 voix « contre », c'est-à-dire avec une majorité bien plus forte que s'il n'y avait pas eu la résolution 1559.

## Polémiques
Pour ses partisans, Émile Lahoud a reconstitué l’armée libanaise à l’issue de la guerre civile libanaise (1975-1990) en la plaçant au service de l’État et non de communautés ou de factions. Il a également articulé cette armée nationale, encore mal équipée, à la branche militaire du Hezbollah pour constituer une défense efficace.
Pour ses détracteurs, il a laissé s’éterniser la présence militaire syrienne malgré l’accord de Taëf qui prévoyait son évacuation, de sorte que le Liban s’est longtemps trouvé sous la tutelle syrienne. Appui inconditionnel du Hezbollah, il s'opposera au déploiement de l'armée au sud du Liban. Ses détracteurs le soupçonnent aussi d'être directement ou indirectement impliqué dans l'assassinat de son ancien Premier ministre Rafiq Hariri avec lequel il entretenait des relations conflictuelles. Ils étayent cette accusation en relevant que, selon la commission Mehlis, les assassins ont joint par téléphone le secrétariat du commandant de la garde présidentielle juste après l'attentat. Sur la base de cet indice, le commandant de la garde présidentielle a été arrêté en septembre 2005 puis libéré après avoir été blanchi par la commission internationale d'enquête.

## Divers
Contrairement à ce qui a été un moment affirmé (à la suite des affirmations d'Imad Lahoud lui-même) dans la presse française, le président Émile Lahoud n'a pas de lien de parenté avec Imad Lahoud, un protagoniste de l'Affaire Clearstream 2.

## Distinctions

### Prix
- 2003 : Ordre olympique d'Or
- 2004 : Grande Croix de l'Ordre d'Ipiranga  ( Brésil)

### Médailles militaires
- 1961 : Médaille du 31 décembre 1961
- 1974 : Médaille de la Navy (Grade excellent)
- 1974 : Médaille Tudor Vladimirescu ( Roumanie)
- 1991 : Médaille de la Guerre
- 1993 : Médaille de l'Aube du Sud
- 1993 : Médaille de l'Unité Nationale
- 1994 : Médaille de la Valeur Militaire
- 1994 : Médaille de la Sécurité d'état

### Décorations
National
- Grade extraordinaire de l'ordre du Mérite du Liban Il est fait 3eme classe en 1971, 2eme classe en 1983, 1ère classe en 1988, avant de se décerner à lui-même le grade extraordinaire en 1998 ( Liban)
- Grand cordon de l'ordre national du Cèdre Il est fait chevalier en 1983, promu officier en 1989, avant d'être élevée à la dignité de grand cordon en 1993 ( Liban)

Etranger
- Grand-croix de l'ordre National Honneur et Mérite ( Haïti, 1974)
- Grand officier de l'ordre du Mérite de la République italienne ( Italie, 1997)
- Grand-croix de l'ordre du Libérateur San Martín ( Argentine, 1998)
- Grand-croix de l'ordre d'Al-Hussein bin Ali (en) ( Jordanie, 1999)
- Grand collier de l'ordre de l'Indépendance ( Qatar, 1999)
- Membre de l'ordre du roi Abdelaziz ( Arabie saoudite, 2000)
- Grand collier de l'ordre de l'Union ( Émirats arabes unis, 2000)
- Médaille de l'ordre de Saint Mesrop Mashtots (en) ( Arménie, 2000)
- Grand collier de l'ordre de Mubarak ( Koweït, 2000)
- Grand cordon de l'ordre du Nil ( Égypte, 2000)
- Collier de l'ordre d'Al-Khalifa ( Bahreïn, 2000)
- Grand-croix de l'ordre de l'Étoile de Roumanie ( Roumanie, 2001)
- Grand-croix de la Légion d'honneur Il est fait commandeur en 1996, puis grand-croix en 2001 ( France, 2001)[5]
- Première classe de l'ordre de la Double Croix Blance ( Slovaquie, 2001)
- Grade extraordinaire de l'ordre de souveraineté ( Maroc, 2001)
- Grand-cordon de l'ordre du 7 novembre ( Tunisie, 2001)
- Grand-croix de l'ordre de Grimaldi ( Monaco, 13 juillet 2001)[6].
- Grand-croix de l'ordre du Sauveur ( Grèce, 2001)
- Grand cordon de l'ordre des Omeyyades ( Syrie, 2002)
- Grand-croix de l'ordre du Prince Iaroslav le Sage ( Ukraine, 2002)
- Grand collier de l'ordre de Makarios III ( Chypre, 2002)
- Athir de l'ordre du Mérite national ( Algérie, 23 juillet 2002)
- Membre de l'ordre de la République ( Yémen, 2002)
- Première catégorie de l'ordre militaire ( Oman, 2002)
- Membre de l'Étoile de Platine ( Bulgarie, 2003)
- Grand collier de l'ordre national de la Croix du Sud ( Brésil, 2004)
- Grand-croix avec collier de l'ordre du Mérite hongrois ( Hongrie, 2004)
- Chevalier grand-croix de l'ordre sacré et militaire constantinien de Saint-Georges (2004)
- Grand-croix de l'ordre du Mérite de la république de Pologne ( Pologne, 2004)
- Première Classe de l'ordre de la Fédération (Fédération sportive et militaire Arabe, 2005)